# 老泥妹
老泥妹是1990年代香港對某些邊緣少女的稱呼，帶有貶義，據說由1994年的《東周刊》首先使用。粵語「老泥」意思是人体皮膚上的污垢，一般这种污垢是没有洗澡所形成。「老泥妹」因離家出走，只能靠與其他人進行性交易之後才有機會洗澡，此現象其後更成為電影題材，如《老泥妹》、《尖東老泥妹之四大天后》等。1990年代中以後，社會應用這種稱呼已不多。

## 特徵
一般指為「老泥妹」的特徵有：離家出走沒洗澡（視乎個人衛生習慣而定）、濫交、說粗話、吸煙、經常流連在尖東和旺角一帶。

## 流行文化

### 香港電影
- 《尖東老泥妹之四大天后》[4]
- 《老泥妹》[5]